# 아큐시네트
아큐시네트(Acushnet Company)는 골프 용품 및 의류를 판매하는 미국 회사로 포천 브랜드의 자회사이다. 골프공 상표인 타이틀리스트외에 풋조이, 스카티카메론, 피나클 등을 소유하고 있다. 포천 브랜드는 이 회사를 그룹에서 분리시킬 예정이며, 2011년 휠라코리아와 미래에셋사모펀드로 구성된 컨소시엄과 매각 계약을 체결했다.
1910년 매사추세츠주 아큐시네트에서 필립 E. 스키퍼 영이 고무 업체를 설립한 것이 회사의 시초이다. 1932년 고무와 골프를 다루는 두 부서로 분리했으며, 1935년부터 타이틀리스트라는 이름으로 골프공을 생산했다. 1976년 아메리칸 브랜드(현 포천 브랜드)가 아큐시네트를 인수했으며, 고무 분야는 1985년 다시 분리 매각되었다.